# 阿尔瓦罗·巴斯克斯
阿尔瓦罗·巴斯克斯（西班牙語：Álvaro Vázquez；1991年4月27日—）是一位西班牙足球運動員，在場上的位置是前鋒。現時被西乙球隊希杭外借至沙巴度爾。他曾经是西班牙U21國家隊的一員。